# Agrippa Furio Fuso
Agrippa Furio Fuso (Roma, ... – ...; fl. IV secolo a.C.) è stato un politico e militare romano del V secolo a.C..

## Primo tribunato consolare
Nel 391 a.C. fu eletto tribuno consolare con Lucio Furio Medullino, Servio Sulpicio Camerino, Lucio Emilio Mamercino, Lucio Lucrezio Tricipitino Flavo e Gaio Emilio Mamercino.
A Lucio Lucrezio e Gaio Emilio  fu affidata la campagna contro Volsinii, e ad Agrippa Furio e Servio Sulpico quella contro i Salpinati, interrotte a causa della pestilenzia che si era abbattuta su Roma.
I Romani ebbero facilmente sopravvento dei Volsinii durante la prima e unica battaglia campale, e iniziarono a razziarne il territorio, fino a che i Volsinii non ottennero una tregua ventennale, in cambio della restituzione di quanto razziato ai romani l'anno precedente, e la paga dei soldati romani per quest'anno.
I Salpinati, avuta notizia della disfatta degli alleati, si ritirarono nelle proprie roccaforti, lasciando il proprio territorio indifeso davanti alle razzie dei romani.
Fu durante questo tribunato che Marco Furio Camillo, accusato dal tribuno della plebe Lucio Apuleio, di aver distribuito in modo ingiusto il bottino bellico conseguito dalla presa di Veio, decise di andare in esilio volontario ad Ardea.
Intanto i Galli Senoni, condotti da Brenno, cingono d'assedio Chiusi, che invia degli ambasciatori a Roma, per chiederne l'aiuto.